# Eugène Serufuli Ngayabaseka
Eugène Serufuli Ngayabaseka, né le 27 mars 1962 à Rurama, est un homme politique de république démocratique du Congo, plusieurs fois ministre. Il est ministre des Petites et moyennes entreprises de 2016 à 2017. Il est ministre du Développement rural en 2014 et gouverneur de la province du Nord-Kivu en république démocratique du Congo du 31 juillet 2000 au 24 février 2007.